# Žena z Ellingu
Žena z Ellingu je jednou ze zástupkyň tzv. mumií z bažin. Objevena byla v roce 1938 západně od Silkeborgu v Dánsku. Po jejím nálezu byl v roce 1950 nedaleko objeven tollundský muž. V knize dánského archeologa Petera Globa byla v roce 1965 chybně popsána jako muž.

## Nález
Objev, jenž později vešel ve známost jako žena z Ellingu, učinil místní farmář Jens Zakariasson, který se zpočátku domníval, že pozůstatky patří utonulému zvířeti. Tělo bylo zabaleno do pláště z ovčí kůže s páskem z hovězí kůže ovázaným kolem jejích nohou. Tvář ženy se špatně zachovala a uvnitř těla nebyly žádné stopy po vnitřních orgánech.

## Výzkum

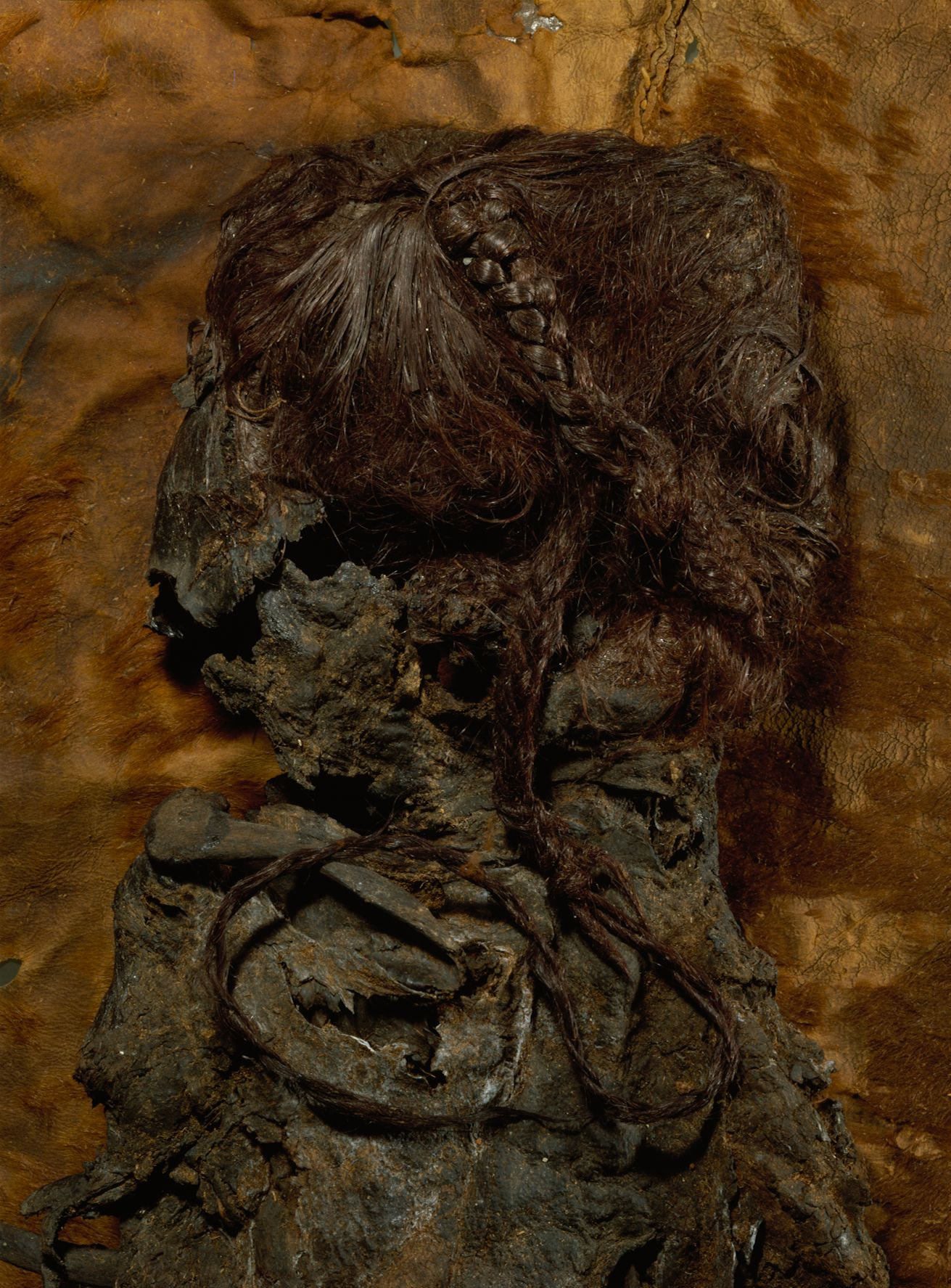
Horní část těla se složitým účesem

Archeologové se domnívají, že tato žena byla podobně jako tollundský muž, oběšena. Odhadované období jejího úmrtí je severská doba železná a přibližně se tak shoduje i s datem úmrtí muže. Nelze však potvrdit, zda byli oba zabiti ve stejnou dobu. Původně také nebylo možné určit pohlaví těla. Později rentgenový snímek pánve mumie prokázal, že nalezené tělo patří ženě.
V roce 1978 bylo tělo znovu prozkoumáno rentgenem. Podle snímků bylo potvrzeno, že patří ženě a v době smrti ji bylo přibližně 25 let. Pravděpodobně šlo o lidskou oběť.
Průzkum neprokázal v jejím těle žádné patologické změny, které by naznačovaly prodělané nemoci. Příčinou smrti bylo velmi pravděpodobně oběšení nebo uškrcení, Na krku byly jasné stopy po škrcení, které přesně odpovídaly nalezené kožené smyčce.

## Účes
Mrtvá žena měla asi 90 cm dlouhý cop spletený do komplikovaného účesu. Vlasy, s výjimkou vlasů na zátylku, byly sčesány a spleteny do třípramenného copu. Zbytek vlasů byl k účesu přidán na úrovni krku. Vlasy byly rozděleny do sedmi pramenů, které byly stočeny, aby mohly být znovu spleteny do třípramenného copu. Tento cop byl poté dvakrát omotán kolem pleteného copu nad zátylkem a zbytek volně visel po levé straně.

## Oděv
Plášť přes ramena, který měla žena na sobě, byl vyroben z jemné, ostříhané ovčí kůže. Plášť jí sahal přes boky a u krku byl uvázán tenkou koženou šňůrkou. Byl úhledně ušitý jemnou nití z několika hranatých kousků kůže. Kůže byla vyztužena úzkým koženým pruhem kolem předního okraje a u krku. Existuje několik dochovaných nálezů jiných těl, oblečených do podobných plášťů. Jde například o nález kayhausenského chlapce, dívky z Dröbnitzu, ženy z Haraldskæru  či jührdenerfeldského muže. Žena z Ellingu navíc měla opasek široký asi 4 až 5 cm a dlouhý 67 cm utkaný z ovčí vlny.
Vzhledem ke specifickým podmínkám zachování organického materiálu v rašeliništi se nedochovaly žádné zbytky oděvů, které byly z rostlinného materiálu. Nelze tak vyloučit, že žena na sobě měla lněnou sukni a halenku. Taková nálezová situace je dokumentována v několika paralelních objevech, například u ženy z Huldremose. To by také mohlo vysvětlovat přítomnost opasku.